# 草酸钚(IV)
草酸钚(IV)是钚(IV)的草酸盐，化学式为Pu(C2O4)2，有放射性。

## 化学性质
草酸钚(IV)在160-200℃分解，生成草酸钚(III)，但在500℃时重新氧化为四价钚的化合物PuO2。该反应在氩气中发生，其反应方程式如下：
2 Pu(C2O4)2 → Pu2(C2O4)3 + CO2
Pu2(C2O4)3 → 2 PuO2 + 4 CO + 2C O2
但在氧化性气氛中（有氧气存在），按下式反应：
Pu(C2O4)2 + O2 → PuOCO3 + 3 CO2
PuOCO3 → PuO2 + CO2
草酸钚(IV)在500℃时用氟化氢-氧气处理，可以得到四氟化钚。